# Киевский медицинский университет УАНМ
Частное высшее учебное заведение "Киевский медицинский университет" – первое частное медицинское высшее учебное заведение на постсоветском пространстве, которое было основано в 1992 году. В 2019 году КМУ стал лучшим частным высшим учебным заведением Украины. Наша основная цель - трансформировать систему здравоохранения на благо людей и стать национальным лидером в подготовке медицинских кадров.
Сегодня сфера нашей компетенции – медицинское, стоматологическое и фармацевтическое образование в различных формах (стационар, заочная, онлайн, дистанционная), проведение научно-просветительских мероприятий и печать публикаций. КМУ имплементирует последние данные доказательной медицины на всех этапах обучения и последипломном уровнях с помощью всех доступных инструментов и ресурсов.

## Краткая информация[1]
Университет основан в 1992 року  Поканевич Валерій Володимирович.
Университет объединяет более 3900 студентов, среди которых 700 интернов. Около 35% контингента - студенты-иностранцы из 62 стран мира, которые создают уникальную интернациональную атмосферу. Обучение проходит по трем специальностям: 222 "Медицина", 221 "Стоматология" и 226 "Фармация, промышленная фармация». В учебном процессе задействованы 22 кафедры, 14 из которых – клинические. Они размещены в государственных, коммунальных и частных больницах. В Университете работают подготовительные отделения для украинских и иностранных граждан. Студенты имеют возможность проходить производственную практику в Польше и Германии на базе больниц-партнеров.
Университет всесторонне поддерживает талантливую молодежь - предоставляя гранты на обучение. Начиная с 2013 года, гранты на обучение получили более 30 студентов и интернов. Кроме того, студентам-отличникам предоставляется скидка в оплате за обучение до 50%.
В КМУ успешно работает система последипломного образования, которая включает: интернатуру - 23 специальности, 3 образовательно-научных программы по аспирантуре, 11 специальностей клинической ординатуры и докторскую программу доступную на большинстве специальностей здравоохранения. Наше ноу-хау –  возможность прохождения интернатуры на базе ассоциированных клиник Киева, Одессы, Днепра и Черкасс. Мы сотрудничаем почти с 60 современными частными клиниками: интерны могут выбирать не только специальность, но и клинику, а также имеют уникальную возможность ротации.
В Университете есть собственная современная стоматологическая клиника - СтоматЦентр "УНИВЕРСИТЕТСКИЙ". В 2017 году был открыт филиал - Харьковский институт медицины и биомедицинских наук, а в 2019 - Днепровский институт медицины и общественного здоровья с целью подготовки высококвалифицированных медицинских кадров для соответствующих регионов.
Мы заботимся о развитии современных компетенций у наших студентов, которые помогут им стать конкурентоспособными специалистами: в 2020 году был открыт современный «Центр симуляционного обучения и оценки», «Карьерный центр», а также создан профессиональный языковой центр для специалистов здравоохранения совместно с университетом Джорджии (США).

## Кампуса и корпуса[1]
Учебные и клинические базы кафедр университета расположены на собственных и арендованных площадях клинических баз города и институтов. Студенты-стоматологи обучаются в собственном корпусе, расположенном по адресу: А. Цедика, 7. Главный корпус расположен по адресу: ул. Бориспольская, 2. По этому же адресу расположен современный «Центр симуляционного обучения и оценки», где свои практические навыки отрабатывают студенты и интерны.
В университете создана и работает библиотека, фонд которой составляет более 56 тыс. экземпляров учебной и научной литературы.
Студенты живут в общежитии университета, который находится рядом с главным учебным корпусом по адресу: ул. Горловская, 124.
Учебные базы:
1. Учебный и административный корпус (ул. Бориспольская, 2)
- Кафедра социально-гуманитарных дисциплин
- Кафедра украинского языка и латыни
- Кафедра физиологии, медицинской биологии и биологической физики
2. Общежитие Университета (ул. Горловская, 124)
- Лекционная аудитория №1
- Лекционная аудитория №2
3. СтоматЦентр "УНИВЕРСИТЕТСКИЙ" (ул. Антона Цедика, 7)
- Кафедра ортопедической стоматологии и ортодонтии
- Кафедра терапевтической стоматологии и пародонтологии
- Кафедра хирургической стоматологии и челюстно-лицевой хирургии
4. Киевская городская клиническая больница №1 (Харьковское шоссе, 121)
- Кафедра акушерства и гинекологии
- Кафедра анатомии, топографической анатомии и оперативной хирургии
- Кафедра общественного здоровья и микробиологии
- Кафедра патологической анатомии, гистологии и судебной медицины
- Кафедра фармакологии, клинической фармакологии, патологической физиологии
- Кафедра фармацевтической и биологической химии, фармакогнозии
- Кафедра фармацевтического менеджмента, клинической фармации, технологии лекарств
- Кафедра физиологии, медицинской биологии и биологической физики
- Кафедра хиругичних болезней №1
- Кафедра хирургических болезней №2
- Кафедра химии
5. Киевская городская туберкулезная больница №1 с диспансерным отделением (Харьковское шоссе, 121/3)
- Кафедра инфекционных болезней, фтизиатрии и пульмонологии
6. Киевская городская клиническая больница №11 (ул. Рогозовская, 6)
- Кафедра неврологии, психиатрии и физической реабилитации
- Кафедра внутренних и профессиональных болезней
7. Киевский городской клинический онкологический центр (ул. Верховинная, 69)
- Кафедра хирургических болезней №2 (дисциплина: онкология)
8. КНП "Консультативно-диагностический центр" Днепровского района (ул. А. Шептицкого, 5)
- Кафедра неврологии, психиатрии и физической реабилитации
9. Детская клиническая больница №5 Святошинского района. Киева (ул. Академика Вернадского, 53)
- Кафедра педиатрии
10. Киевская городская клиническая больница №12 (ул. Подвысоцкого, 4А)
- Кафедра хирургической стоматологии и челюстно-лицевой хирургии
11. КНП "Консультативно-диагностический детский центр" Дарницкого района (ул. Тростянецкая, 8Д)
- Кафедра детской терапевтической стоматологии и профилактики стоматологических заболеваний
12. Киевская городская клиническая больница №5 (ул. Отдыха 11)
- Кафедра внутренних и профессиональных болезней
13. Киевская клиническая больница №2 (ул. Попудренко, 36)
- Кафедра внутренних и профессиональных болезней
14. ГУ "Институт общественного здоровья им. А.Н. Марзаева НАМНУ" (ул. Попудренко, 50)
- Кафедра общественного здоровья и микробиологии
15. Детская клиническая больница №8 (ул. Юрия Ильенко, 18)
- Кафедра внутренних и профессиональных болезней
16. Территориальное Медицинское Объединение "ПСИХИАТРИЯ" (ул. Кирилловская, 103a)
- Кафедра неврологии, психиатрии и физической реабилитации
17. Киевская городская клиническая больница №9 (ул. Рижская, 1)
- Кафедра инфекционных болезней, фтизиатрии и пульмонологии
18. Поликлиника №2 детской клинической больницы №3 Соломенского района (ул. Саксаганского, 107 / 47а)
- Учебные корпуса
19. ГУ "Институт эпидемиологии и инфекционных болезней им. Л.В. Громашевского НАМНУ" (ул. Николая Амосова, 5)
- Кафедра общественного здоровья и микробиологии
20. ГУ "Национальный научный центр радиационной медицины АМН Украины" (пр. Победы, 119/121)
- Кафедра неврологии, психиатрии и физической реабилитации
21. ГУ "Институт отоларингологии им. проф. А.С. Коломийченко НАМНУ" (ул. Зоологическая, 3)
- Кафедра хирургических болезней №2
22. ООО "Спортивные сооружения" Восток "(ул. Бориспольская, 8)
- Кафедра социально-гуманитарных наук
23. Киевский кожно-венерологический диспансер №1 (ул. Черниговская, 38/2)
- Кафедра инфекционных болезней, фтизиатрии и пульмонологии

## Факультеты
Университет осуществляет подготовку:
- на медицинском факультете по специальности 222 «Медицина», уровень подготовки - магистр, квалификация - врач, срок обучения - 6 лет. Декан - доц. Симонец Е.Н.;
- на стоматологическом факультете по специальности 221 «Стоматология» , уровень подготовки - магистр, квалификация - врач-стоматолог, срок обучения - 5 лет. Декан - доц. Тимченко И.Н.;
- на фармацевтическом факультете по специальности 226 «Фармация, промышленная фармация», уровень подготовки - магистр, квалификация - провизор, срок обучения - 5 лет (дневная и заочная форма обучения - 5,5 лет). Декан - доц. Лозовая Е.В.;
- на международном факультете по специальностям 222 «Медицина», 221 «Стоматология» и 226 «Фармация, промышленная фармация» для иностранных граждан и лиц без гражданства. Декан - доц. Качан К.Е.

## Ректора
- - Боднар Петр Николаевич - доктор медицинских наук, профессор, Заслуженный деятель науки и техники Украины (1992)
  - Туманов Виктор Андреевич - доктор медицинских наук, профессор, академик АНВШ Украины (1994-2006)
  - Бойчук Тарас Николаевич - доктор медицинских наук, профессор (2006-2009)
  - Туманов Виктор Андреевич - и.о.ректора (2009-2012)
  - Князевич Василий Михайлович - и.о.ректора (2012-2013)
  - Туманов Виктор Андреевич - доктор медицинских наук, профессор, академик АНВШ Украины, и.о.ректора (2013 - 2015)
  - Ивнев Борис Борисович (из 2015)

## Награды и репутация[1]
В 2019 году КМУ стал лучшим частным высшим учебным заведением Украины.
Диплом нашего университета признается ведущими международными организациями, в том числе: World Directory of Medical Schools, The Medical Board of California, Educational Commission for Foreign Medical Graduates, General Medical Council, CGFMC International Global Gredibility, Medical Council of India, Naczelna Izba Lekarska, Bologna Process, The Association of Medical Schools in Europe, European University Association, Society for Academic Continuing Medical Education, British Medical Association, German Medical Association и др.
КМУ в рейтингах:
✓ первое место в ТОП-10 лучших частных университетов страны (рейтинг Osvita.ua - 2019)
✓ седьмое место среди 200 высших учебных заведений по показателю среднего балла ВНО абитуриентов на контракт (рейтинг Osvita.ua - 2020)
✓ второе место среди учреждений высшего медицинского образования по показателю среднего балла ВНО абитуриентов на контракт (рейтинг Osvita.ua - 2020)
✓ пятнадцатое место среди 130 частных высших учебных заведений по количеству зачисленных на контракт (рейтинг Osvita.ua - 2020)

## Джерела
- Официальный сайт Архивная копия от 31 мая 2013 на Wayback Machine